# Acacia usumacintensis
Acacia usumacintensis é uma espécie de leguminosa do gênero Acacia, pertencente à família Fabaceae.